# Азотен диоксид
Азотният диоксид е химично съединение с формула NO2. Един от няколкото азотни оксиди. Азотният диоксид е основна съставка от азотната киселина, която се произвежда в тонове всяка година. Азотният диоксид е червеникаво-кафяв, токсичен газ с характерна остра миризма.

## Получаване
Азотният диоксид обикновено се получава от окислението на азотния оксид – NO до NO2 от кислорода във въздуха.
{\displaystyle {\ce {2NO + O2 -> 2NO2}}}
В лабораторни условия азотен диоксид може да се получи чрез термично разпадане на диазотен пентаоксид – N2O5, който се получава чрез дехидратация на азотна киселина.
{\displaystyle {\ce {2HNO3 -> N2O5 + H2O}}}
{\displaystyle {\ce {2N2O5 -> 4NO2 + O2}}}
Термичното разпадане на някои метални нитрати може да доведе до получаване на азотен диоксид.
{\displaystyle {\ce {2Pb(NO3)2 -> 2PbO + 4NO2 + O2}}}

### Реакции
При температура 150 °C, NO2 се разлага с отделянето на кислород.
{\displaystyle {\ce {2NO2 -> 2NO + O2}}}
Азотният диоксид хидролизира със диспропорциониране (тип ОРП) като дава азотна киселина HNO3.
{\displaystyle {\ce {3NO2 + H2O -> NO + 2HNO}}}
Тази реакция е една отстъпките за промишленото производство на азотна киселина от амоняк. Азотната киселина се разпада с отделянето на азотен диоксид.
{\displaystyle {\ce {4HNO3 -> 4NO2 + 2H2O + O2}}}

#### Безопасност и замърсяване
Азотният диоксид е токсичен при вдишване, но това може да се избегне, тъй като материалът е с остра и лесно откриваема миризма. Един потенциален източник на азотен диоксид е димящата азотна киселина, която спонтанно произвежда NO2 над 0 °C. Симптомите на отравяне (белодробен оток) са склонни да се появят до няколко часа след вдишване на ниска, но потенциално фатална доза.
Дългото излагане на NO2 в концентрации над 40 – 100 μg/m3 причинява неблагоприятни последици за здравето.
Азотният диоксид се образува в горните слоеве на атмосферата от реакция на азота с кислорода при висока температура.
{\displaystyle {\ce {N2 + O2 -> 2NO}}}
Азотният оксид се окислява от кислорода във въздуха до азотен диоксид, въпреки че при нормални атмосферни концентрации това е много бавен процес.
{\displaystyle {\ce {2NO + O2 -> 2NO2}}}
Източници на азотен диоксид са: двигатели с вътрешно горене, топлоелектрически централи и в малки мащаби – промишлени центрове.